# بني عمر (الطيال)

تعديل مصدري - تعديل

بني عمر هي إحدى قرى عزلة بني سحام بمديرية الطيال التابعة لمحافظة صنعاء، بلغ تعداد سكانها 186 نسمة حسب تعداد اليمن لعام 2004.